# Unterschneidheim
Unterschneidheim là một xã của Đức. Đô thị này thuộc huyện Ostalb, bang Baden-Württemberg. Đô thị này có diện tích 68,06 km2, dân số là 4639 người (31/12/2006).